# Championnats du monde de ski acrobatique 1993
Navigation
Édition précédente Édition suivante
Les Championnats du monde ski acrobatique de 1993 se déroulent à Altenmarkt im Pongau en Autriche.
Il s'agit de la 4e édition des Championnats du monde de ski acrobatique
Huit épreuves sont programmées, quatre pour les hommes et quatre pour les femmes : bosses, saut, acroski (ou ballet) et combiné.

## Palmarès

### Podiums

#### Hommes
| Épreuves | Or                        | Argent                        | Bronze                    |
| -------- | ------------------------- | ----------------------------- | ------------------------- |
| Bosses   | Jean-Luc Brassard, Canada | Fabien Bertrand, France       | Olivier Cotte, France     |
| Saut     | Philippe LaRoche, Canada  | Richard Cobbing, Royaume-Uni  | Jean-Marc Bacquin, France |
| Acroski  | Fabrice Becker, France    | Rune Kristiansen, Norvège     | Lane Spina, États-Unis    |
| Combiné  | Sergei Shupletsov, Russie | Trace Worthington, États-Unis | Hugo Bonatti, Autriche    |

#### Femmes
| Épreuves | Or                            | Argent                     | Bronze                      |
| -------- | ----------------------------- | -------------------------- | --------------------------- |
| Bosses   | Stine Lise Hattestad, Norvège | Petra Moroder, Italie      | Bronwen Thomas, Canada      |
| Saut     | Lina Cheryazova, Ouzbékistan  | Marie Lindgren, Suède      | Kristean Porter, États-Unis |
| Acroski  | Ellen Breen, États-Unis       | Sharon Petzold, États-Unis | Cathy Féchoz, France        |
| Combiné  | Katherina Kubenk, Canada      | Natalia Orekhova, Russie   | Kristean Porter, États-Unis |